# Guillermo Ochoa
Francisco Guillermo Ochoa Magaña (ur. 13 lipca 1985 w Guadalajarze) – meksykański piłkarz występujący na pozycji bramkarza w portugalskim klubie AVS Futebol SAD.

## Kariera klubowa
Ochoa pochodzi z Guadalajary, ale piłkarską karierę rozpoczął w mieście Meksyk w tamtejszym Club América. W jej barwach zadebiutował w wieku 18 lat, za kadencji trenera Leo Beenhakkera. Miało to miejsce w meczu ligi meksykańskiej z CF Monterrey w fazie Clausura 2004. Pierwszy bramkarz klubu Adolfo Ríos doznał kontuzji i Ochoa już do końca sezonu zajął jego miejsce. W fazie Apertura 2004 Rios się wykurował, ale Ochoa spisywał się na tyle dobrze, że nadal był pierwszym bramkarzem, a po tej rundzie jego rywal zakończył piłkarską karierę. Gdy do klubu przybył nowy trener, Argentyńczyk Oscar Ruggeri, Ochoa usiadł na ławce, a jego miejsce zajął rodak szkoleniowca Sebastian Saja. Ruggeri z powodu słabych wyników został zwolniony już po 6 kolejkach i Guillermo znów został pierwszym bramkarzem Amériki. W fazie Clausura 2005 wspomógł swój klub w wywalczeniu swojego pierwszego mistrzostwa Meksyku. W fazie Apertura 2005 odpadł z Amériką w ćwierćfinałach play-off, a w Clausura 2006 w ogóle nie wyszedł z grupy. Natomiast w sezonie 2006/2007 dotarł do półfinału w Apertura i finału w Clausura. W 2006 wywalczył także Puchar Mistrzów CONCACAF. Wiosną 2007, w sezonie Clausura, zdobył z Amériką swoje premierowe wicemistrzostwo kraju. W tym samym roku wywalczył drugie miejsce na Copa Sudamericana. Występował także w kilku edycjach Copa Libertadores, największy sukces w tych rozgrywkach osiągając w 2008 roku, kiedy to América doszła do półfinału turnieju.
3 lipca 2011 Ochoa na zasadzie wolnego transferu zasilił beniaminka francuskiej Ligue 1, AC Ajaccio.
Latem 2014 roku przeszedł na zasadzie wolnego transferu do Málagi po dobrym występie na mistrzostwach świata w Brazylii.
| Sezon   | Klub           | Kraj      | Rozgrywki          | Mecze | Bramki | Rozgrywki Europy | Mecze | Bramki |
| ------- | -------------- | --------- | ------------------ | ----- | ------ | ---------------- | ----- | ------ |
| 2003/04 | Club América   | Meksyk    | Primera División   | 12    | 0      | –                | –     | –      |
| 2004/05 | Club América   | Meksyk    | Primera División   | 31    | 0      | –                | –     | –      |
| 2005/06 | Club América   | Meksyk    | Primera División   | 30    | 0      | –                | –     | –      |
| 2006/07 | Club América   | Meksyk    | Primera División   | 42    | 0      | –                | –     | –      |
| 2007/08 | Club América   | Meksyk    | Primera División   | 26    | 0      | –                | –     | –      |
| 2008/09 | Club América   | Meksyk    | Primera División   | 32    | 0      | –                | –     | –      |
| 2009/10 | Club América   | Meksyk    | Primera División   | 28    | 0      | –                | –     | –      |
| 2010/11 | Club América   | Meksyk    | Primera División   | 38    | 0      | –                | –     | –      |
| 2011/12 | AC Ajaccio     | Francja   | Ligue 1            | 37    | 0      | –                | –     | –      |
| 2012/13 | AC Ajaccio     | Francja   | Ligue 1            | 38    | 0      | –                | –     | –      |
| 2013/14 | AC Ajaccio     | Francja   | Ligue 1            | 37    | 0      | –                | –     | –      |
| 2014/15 | Málaga CF      | Hiszpania | Primera División   | 0     | 0      | –                | –     | –      |
| 2015/16 | Málaga CF      | Hiszpania | Primera División   | 11    | 0      | –                | –     | –      |
| 2016/17 | Granada CF     | Hiszpania | Primera División   | 38    | 0      | –                | –     | –      |
| 2017/18 | Standard Liège | Belgia    | Jupiler Pro League | 14    | 0      | –                | –     | –      |

Stan na 13 listopada 2017 r.

## Kariera reprezentacyjna
W reprezentacji Meksyku Ochoa zadebiutował 14 grudnia 2005 roku w wygranym 2:0 towarzyskim spotkaniu z Węgrami. W 2006 roku został powołany przez selekcjonera Ricarda La Volpe do kadry na Mistrzostwa Świata w Niemczech. Tam był rezerwowym bramkarzem dla Oswalda Sáncheza i Jesúsa Corony, toteż nie rozegrał żadnego meczu na tym turnieju. Rok po MŚ zaczął być już regularnie powoływany przez selekcjonerów kadry narodowej. W 2010 roku na Mundialu w RPA Ochoa niespodziewanie pełnił funkcję rezerwowego bramkarza dla Óscara Péreza, cieszącego się większym zaufaniem trenera Javiera Aguirre. Podczas turnieju o Złoty Puchar CONCACAF 2011 w organizmie zawodnika i jego pięciu kolegów z reprezentacji wykryto niedozwoloną substancję – klenbuterol. W 2014 wystąpił jako główny bramkarz Meksyku na mundialu w Brazylii, gdzie zaliczył dobry występ rozgrywając cztery pełne mecze.
W 2020 roku wystąpił w turnieju olimpijskim. Razem ze swoją reprezentacją zdobył brązowy medal.
Został powołany na Mistrzostwa Świata 2022 w Katarze; wyróżniony nagrodą zawodnika meczu, po pierwszym, grupowym spotkaniu Meksyku przeciwko Polsce (0:0), w którym obronił rzut karny wykonywany przez Roberta Lewandowskiego. Ostatecznie, jego reprezentacja odpadła z turnieju w fazie grupowej.

## Życie prywatne
W październiku 2019 roku Ochoa otrzymał obywatelstwo hiszpańskie.